# Karasz (Bułgaria)
Karasz (bułg. Караш) – wieś w północno-zachodniej Bułgarii, w obwodzie Wraca, w gminie Roman, nad prawym brzegiem Małego Iskyru. Według danych Narodowego Instytutu Statystycznego w Bułgarii, 31 grudnia 2011 roku wieś liczyła 50 mieszkańców.
W 1958 roku wielu mieszkańców opuściło wieś z powodu choroby nerek nękającej miejscową ludność.
W Karaszu znajdują się ruiny twierdzy Kriwgrad.